# Заваляк Ігор Дмитрович
Ігор Дмитрович Заваляк (нар. 7 лютого 1971) — український футболіст, який грав на позиції захисника. Найбільш відомий за виступами у клубі «Волинь» у вищій лізі чемпіонату України, а також у низці клубів нижчих українських ліг.

## Клубна кар'єра
Ігор Заваляк навчався в інституті фізкультури у Львові, та грав за його аматорську команду. Свою футбольну кар'єру молодий футболіст розпочав у аматорському клубі жидачівського целюлозно-паперового комбінату, де він грав разом із Андрієм Гусіним. Професійну кар'єру Ігор Заваляк розпочав у клубі перехідної ліги «Авангард» із Жидачева. За півтора року виступів футболіст перейшов до складу команди другої ліги «Газовик» із Комарно, де грав лише півроку. На футболіста звернули увагу представники вищолігового клубу «Волинь», у якому Заваляк дебютував у липні 1994 року. Проте у вищоліговій команді футболіст грав лише півроку, за які зіграв за луцьку команду 15 матчів у чемпіонаті України. Із серпня 1995 року Ігор Заваляк став гравцем друголігового львівського клубу «Скіфи», проте клуб не закінчив сезон, і другу половину чемпіонату футболіст провів у своєму колишньому клубі — жидачівському «Авангарді». Із середини 1996 року Ігор Заваляк став гравцем аматорського клубу «Цементник» із Миколаєва. З початку сезону 1997—1998 клуб отримав професійний статус, та розпочав виступи у другій українській лізі. Ігор Заваляк виступав у микололаївському клубі до закінчення сезону 2000—2001, після чого став гравцем іншого друголігового клубу — долинського «Нафтовика». У прикарпатській команді Заваляк виступав протягом півроку, після чого завершив кар'єру професійного футболіста.